# Dujker tanzański
Dujker tanzański (Cephalophus spadix) – gatunek ssaka parzystokopytnego z rodziny wołowatych, jeden z większych dujkerów, przez niektórych autorów uważany za podgatunek dujkera żółtopręgiego.

## Występowanie i biotop
Obecny zasięg występowania gatunku obejmuje obszary północnej i południowej Tanzanii. Jego siedliskiem są tereny wysoko położone i gęsto zarośnięte. Zazwyczaj występuje na wysokościach 1300–2700 m, ale obserwowano go również na 4000 m n.p.m.

## Charakterystyka ogólna
| Podstawowe dane         | Podstawowe dane |
| ----------------------- | --------------- |
| Długość ciała           | 100–140 cm      |
| Długość ogona           | 8–13 cm         |
| Wysokość w kłębie       | 60–70 cm        |
| Masa ciała              | 50–60 kg        |
| Dojrzałość płciowa      | brak danych     |
| Ciąża                   | brak danych     |
| Liczba młodych w miocie | brak danych     |
| Długość życia           | brak danych     |

### Wygląd
Masywne ciało o ubarwieniu ciemnobrązowym do czarnego. Dolna i wewnętrzna część kończyn jest jasnobrązowa. Rogi o długości 8-12 cm występują u przedstawicieli obydwu płci.

### Tryb życia
Prowadzi skryty, prawdopodobnie nocny tryb życia, w dzień ukrywając się w trudno dostępnych gęstwinach. Przypuszcza się, że zjada owoce i zielone części roślin oraz – jak sugeruje jedna z pierwszych fotografii, które udało się wykonać – uzupełnia dietę płazami.

### Rozród
Biologia rozrodu tego gatunku nie została poznana.

## Podgatunki
Nie wyróżniono podgatunków dujkera Abbotta.

## Zagrożenia i ochrona
Dujker Abbotta jest zagrożony z powodu ograniczonego zasięgu występowania. Jest również obiektem polowań. Nie jest objęty konwencją waszyngtońską  CITES. W Czerwonej księdze gatunków zagrożonych Międzynarodowej Unii Ochrony Przyrody i Jej Zasobów został zaliczony do kategorii EN (zagrożony wyginięciem).